# Emoia cyanura
Emoia cyanura es una especie de lagarto escincomorfo del género Emoia, familia Scincidae. Fue descrita científicamente por Lesson en 1826.
Habita en Indonesia, Nueva Caledonia, Vanuatu, islas Salomón, Papúa Nueva Guinea, Tonga, Polinesia Francesa, Carolinas, Micronesia y los Estados Unidos (Hawái).